# Alice Bowman

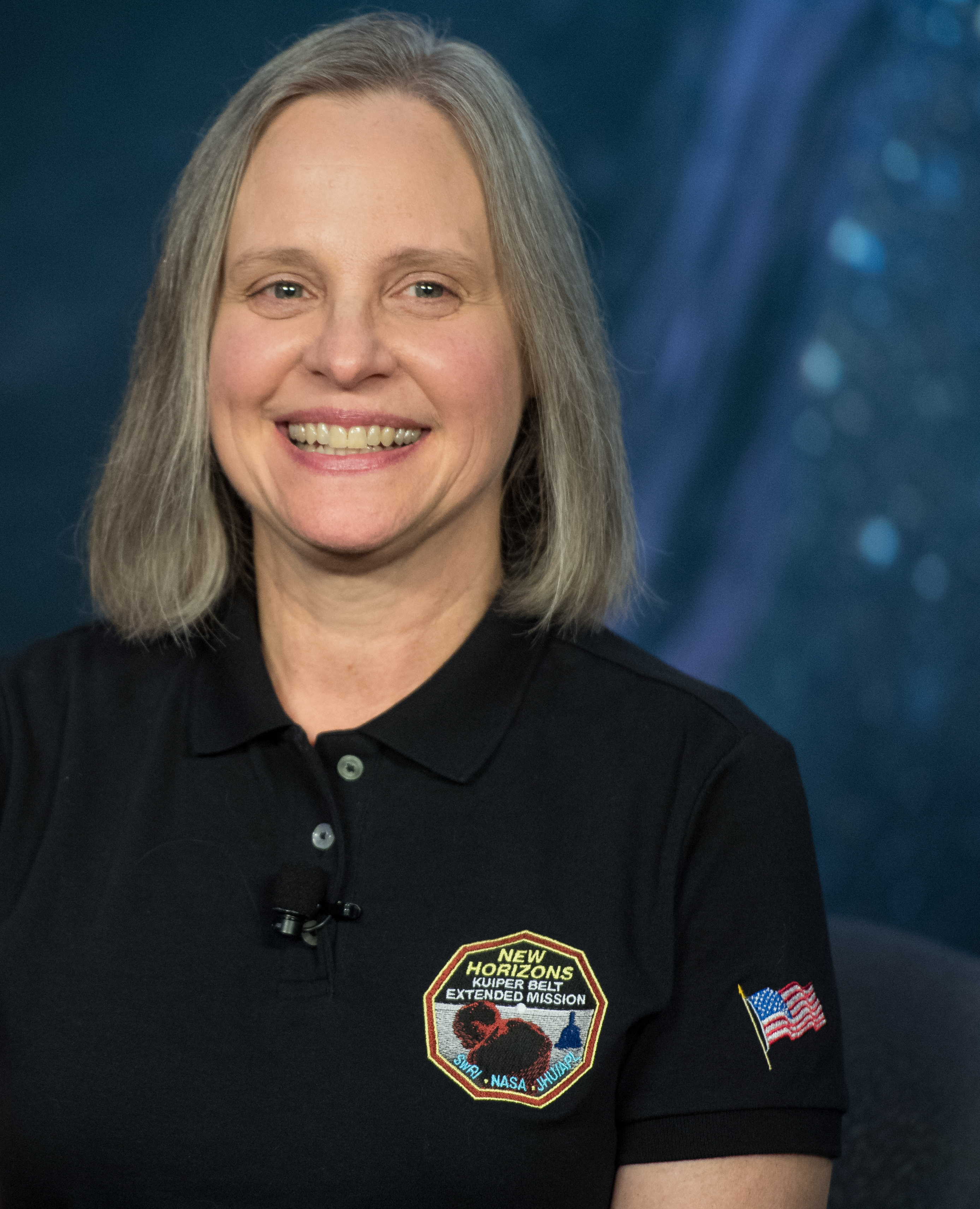
Alice Bowman 2019

Alice Bowman (* 1960 in Richmond) ist eine US-amerikanische Wissenschaftlerin und Einsatzsleiterin der New-Horizons-Mission zum Pluto. Sie ist die erste Frau, die bei der NASA die Leitung einer solchen Mission übernahm.

## Herkunft und Ausbildung
Bowman wuchs in Richmond, Virginia, auf. Schon als Kind interessierte sie sich für das Gemini-Programm und beobachtete 1969 im Fernsehen die Apollo-11-Mondlandungen. Sie studierte Physik und Chemie am College und erwarb einen Bachelor an der University of Virginia.

## Karriere
Zu Beginn ihrer Arbeit war sie in der Rüstungsindustrie beschäftigt, wo sie Infrarot-Detektoren entwickelte und im Bereich der Krebsforschung an der Entwicklung von Chemotherapien forschte.
Sie trat als Ingenieurin in das Applied Physics Laboratory (APL) der Johns Hopkins University ein und beabsichtigte, an der Verfolgung ankommender ballistischer Interkontinentalraketen zu arbeiten. Sie ist Leiterin der universitätseigenen Space Mission Operation Group und Mission Operations Manager  (MOM) des Mission Operations Centre (MOC) für das Projekt New Horizons. Bowman leitet ein Team von etwa 40 Mitarbeitern und prüft persönlich jede Zeile Programmcode, bevor diese vom Kontrollzentrum an die Raumsonde gesendet werden.

## Mitgliedschaften
Bowman ist Ehrenmitglied des American Institute of Aeronautics and Astronautics sowie des International SpaceOps Committees.

## Auszeichnungen und Ehrungen
Der vom US-amerikanischen Astronomen Marc William Buie im Kitt-Peak-Nationalobservatorium am 27. Februar 2000 entdeckte Asteroid “146040 Alicebowman” wurde nach ihr benannt. Die offizielle Namensgebung wurde am 11. Juli 2018 vom Minor Planet Center veröffentlicht.

## Familie
Alice Bowman ist verheiratet und hat einen Sohn. In ihrer Freizeit spielt sie Klarinette und Bass, wobei ihr besonderes Interesse der Bluegrass-Musik gilt.